# شمعة في مهب الريح (أغنية 1997)
شمعة في مهب الريح هي أغنية إنجليزية انشدها المغني البريطاني إلتون جون في جنازة الأميرة ديانا في السادس من ايلول سبتمبر 1997 قبل تسجيلها على اسطوانة باعت 33 مليون نسخة وحطمت كل ارقام بيع الاسطوانات في التاريخ. 